# Maella
Maella est une commune d’Espagne, dans la province de Saragosse, communauté autonome d'Aragon comarque de Bajo Aragón-Caspe.

## Origine du nom
L'origine du toponyme Maella vient du terme catalan Mà d'ella qui signifie en espagnol «Main d'elle». Selon une légende du XVe siècle, le seigneur du château aurait demandé la main d'une jeune fille qui aurait refusé car elle était déjà fiancée à un autre. En représailles, le Seigneur aurait emprisonné et torturé le fiancé de la jeune femme. Essayant d'intercéder pour lui, elle aurait «littéralement» donné sa main au Seigneur local, en l'amputant et la lui envoyant sur un plateau d'argent. La main apparaît sur le blason de la ville.

## Histoire
En 1168, Maella est reconquise aux musulmans par Alphonse II qui accorde à Maella la charte de peuplement en 1181 : la ville dépend alors de la commission Calatrava d'Alcañiz. Le château de Maella date de cette époque. À l'été 1404, Martin l'Humain tient des tribunaux à Maella, sur le terrain de l'église paroissiale. En 1423, les Cortes sont de nouveau convoquées à Maella. À cette époque, Alphonse V accorde la domination de Maella à son secrétaire Francisco de Ariño. Cette seigneurie passe ensuite à Manuel de Ariño, fils du précédent. Sous son règne tyrannique, les Maellanos se rebellent en 1439 en raison des mauvais traitements reçus et assiègent le château où vit l'épouse du tyran, Francisquina de Santa Pau. En 1452, la domination de Maella passe au comte Gaston de Foix et reste entre les mains de la même famille jusqu'en 1507, date à laquelle elle est vendue à Miguel Pérez de Almazán (es).
Pendant la guerre de Succession d'Espagne, Maella combat aux côtés du futur monarque Philippe V, qui décerne à la ville le titre de Fidelísima et lui accorde le droit d'incorporer la fleur de lys dans son bouclier. En octobre 1838, dans le cadre de la première guerre carliste, Maella est le théâtre d'une bataille où le général Pardiñas (es) est tué par les carlistes.

## Économie
Maella est un territoire éminemment agricole. On y pratique la culture des oliviers, avec l'appellation d'origine huile de Bas-Aragon, des céréales, des amandes, des vignes et des pêches, avec l'appellation d'origine pêche de Calanda.

## Patrimoine
- La Tour de l'Horloge, l'un des rares exemples de tours civiles d'Aragon, présente un intérêt particulier à Maella. Construit en deux étapes, le premier - environ 20 m de long - est de style roman des XIe – XIIe siècles, et le second - environ 28 m de long - est mudéjar. L'étape romane corrobore la théorie selon laquelle autrefois c'était une forteresse protectrice de l'accès à la vieille ville, protégée par des chevaliers de l'ordre de Calatrava.
- Le château de Maella, malgré son état délabré, se dresse comme une masse impressionnante de pierre au sommet d'une colline coupée à l'est par le lit de la rivière Matarraña. Sur sa face nord, il a encore des murs solides, avec cinq cubes semi-cylindriques attachés à eux.
- Deux églises notables sont situées dans la zone urbaine. L'église paroissiale de San Esteban, d'origine romane, se compose d'une nef à abside semi-circulaire couverte d'une voûte nervurée pointue sur des arcs festonnés; il a un clocher à trois creux. Celui de Santa María, construit au XIVe siècle, a été cédé en 1610 à l'ordre franciscain.
- Il ne faut pas oublier de mentionner l'ermitage de Santa Bárbara, dont la construction a commencé en 1759 grâce à l'aide et l'aumône des habitants de Maella. À la périphérie de la ville, en route vers Fabara, se trouve le monastère trappiste de Santa Susana, actuellement en ruines.
- Enfin, il convient de noter que la maison natale de l'artiste de Malaga Pablo Gargallo a été restaurée. Entre autres, quatre de ses œuvres étroitement liées à sa première scène sont exposées, accompagnées d'œuvres de divers auteurs qui ont exposé dans la maison-musée.

## Jumelage
Maella est jumelée avec la ville française de Vivonne.

## Personnalité
- Sebastián Monserrat (1840-1915), historien, collectionneur et homme politique, y est né.